# Religion au Soudan du Sud

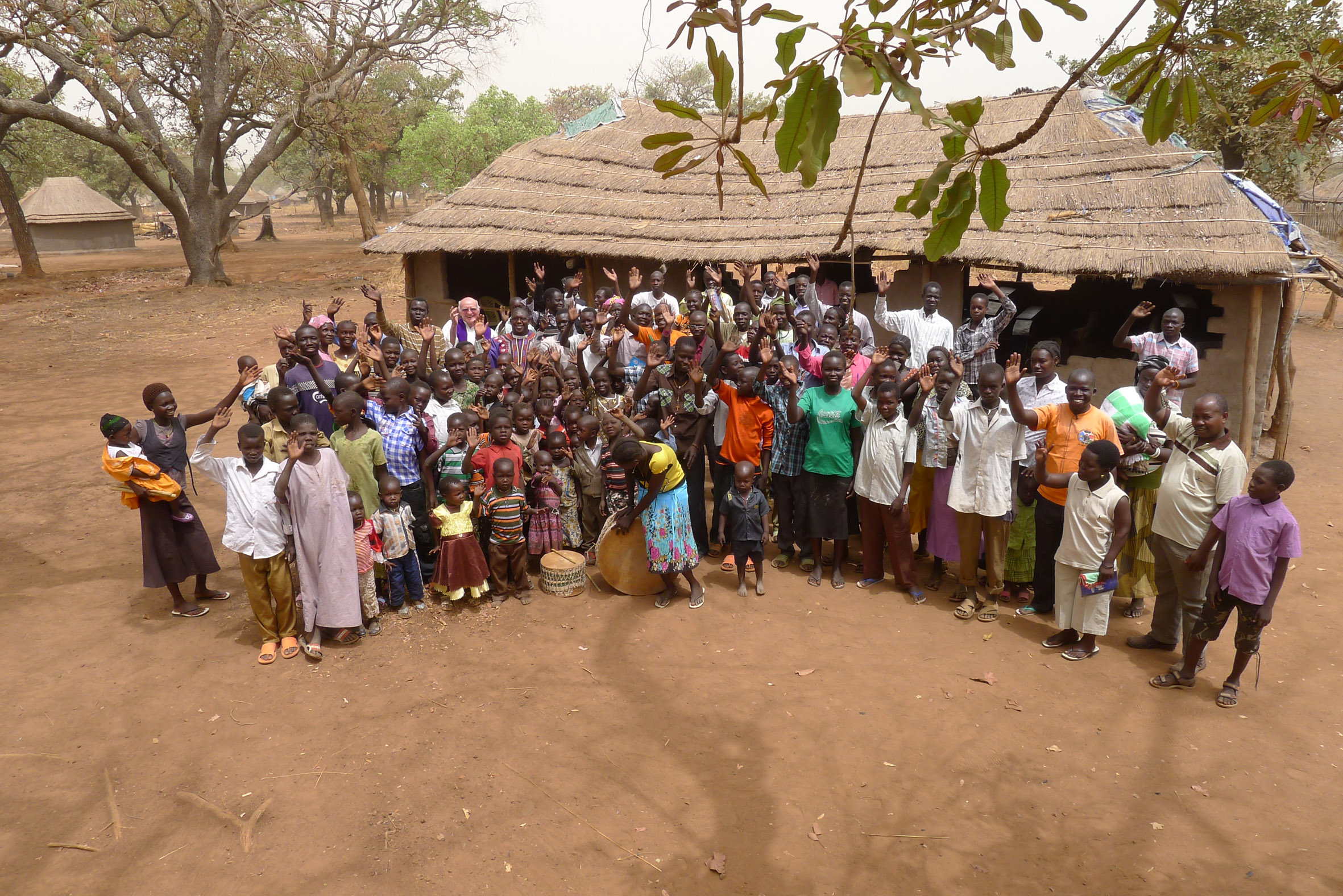
Fidèles à la sortie de la messe dans une mission catholique de l'État des Lacs

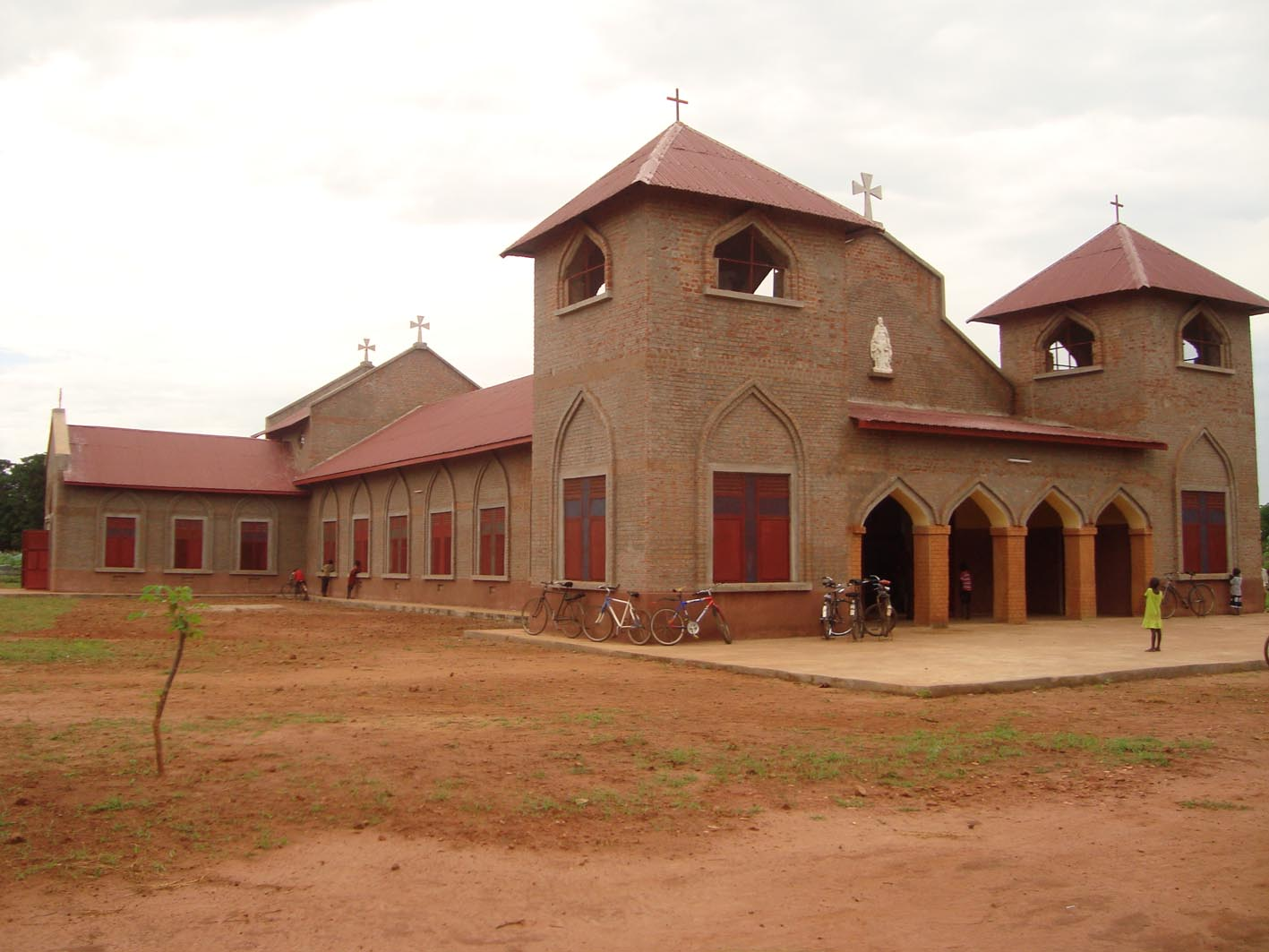
Église de Yirol, administrée par les comboniens.

Les religions les plus répandues au Soudan du Sud (environ 10 millions d'individus en 2022) sont le christianisme et les diverses religions traditionnelles. L'Église catholique au Soudan du Sud représente plus de 37,5% de la population.
Les missions chrétiennes y ont été actives depuis le XIXe siècle, contribuant à la mise en place d'infrastructures comme le Catholic Health Institute de Wau (Bahr el Ghazal), sous la conduite du Père Hubert Barbier. Mais des éléments de christianisation bien antérieurs ont marqué le pays, depuis l'évangélisation de la Nubie commencée au IIe – IIIe siècle et accélérée au VIe siècle; les communautés chrétiennes qui en ont découlé se sont maintenues jusqu'au XVIe siècle.
La majorité des habitants (60,5 %) de ce pays sont de confession chrétienne. Ils se répartissent principalement entre catholiques qui comptent près de 3 millions de fidèles (évangélisés depuis la fin du XIXe siècle par les comboniens italiens), et protestants de l'Église épiscopale du Soudan, qui regrouperait près de 2,5 millions de fidèles (évangélisés par les Anglo-Américains). Les Églises évangéliques complètent le tableau. Quant aux animistes, ils représentent 19,1 %, et les musulmans 20 %.
L'animisme du Soudan du Sud est fortement imprégné par le christianisme. Jésus-Christ y est la principale figure religieuse, mais les plantes et les animaux y ont également un caractère sacré,,.